# Papaichton
Papaichton (informell stavning: Papaïchton) är en kommun i det franska utomeuropeiska departementet Franska Guyana i Sydamerika. År 2022 hade Papaichton 5 530 invånare.
Kommunen bildades den 1 januari 1993 genom en utbrytning ur Grand-Santi.

## Befolkningsutveckling
| Befolkningsutvecklingen i Papaichton 1999–2021 | Befolkningsutvecklingen i Papaichton 1999–2021 | Befolkningsutvecklingen i Papaichton 1999–2021 | Befolkningsutvecklingen i Papaichton 1999–2021 | Befolkningsutvecklingen i Papaichton 1999–2021 |
| ---------------------------------------------- | ---------------------------------------------- | ---------------------------------------------- | ---------------------------------------------- | ---------------------------------------------- |
|                                                |                                                |                                                |                                                |                                                |
| År                                             |                                                |                                                | Folkmängd                                      |                                                |
| 1999                                           | 1999                                           |                                                | 1 650                                          |                                                |
| 2007                                           | 2007                                           |                                                | 2 296                                          |                                                |
| 2015                                           | 2015                                           |                                                | 7 266                                          |                                                |
| 2021                                           | 2021                                           |                                                | 5 606                                          |                                                |